# Майна яванська
Ма́йна яванська (Acridotheres javanicus) — вид горобцеподібних птахів родини шпакових (Sturnidae). Початково був ендемік Індонезії, однак наразі цей вид інтродукований в багатьох країнах світу.

## Опис
Довжина птаха становить 21-25 см, вага 100 г. Забарвлення переважно чорнувате, крила бурувато-чорні, махові пера біля основи білі, що формує білу пляму, помітну в польоті. Нижні покривні пера крил чорні, нижні покривні пера хвоста білі, стернові пера мають білі кінчики. Очі лимонно-жовті, дзьоб і лапи жовті. Пера над дзьобом направлені догори, формуючи чуб.

## Поширення і екологія
Яванські майни раніше мешкали лише на островах Ява і Балі, однак були також інтродуковані на Малайському півострові, в Таїланді, на Суматрі, Калімантані, Малих Зондських островах, в Японії, на Тайвані і Пуерто-Рико. Вони живуть на луках і полях, в чагарникових заростях, а також в містах. Часто утворюють великі зграї. Живляться насінням, плодами, комахами і відходами, яких шукають на смітниках.

## Збереження
МСОП класифікує цей вид як вразливий. Популяція яванських майн в межах природного ареалу становить від 2500 до 10000 дорослих птахів, однак інтродуковані популяції є значно більшими.